# Tournefortia gigantifolia
Tournefortia gigantifolia är en strävbladig växtart som beskrevs av Ellsworth Paine Killip och J.S. Miller. Tournefortia gigantifolia ingår i släktet Tournefortia och familjen strävbladiga växter. Inga underarter finns listade i Catalogue of Life.